# Prima Pearl
Prima Pearl (también conocida como Pearl Tower y Prima Tower) es un rascacielos residencial completado en el año 2014, en el barrio de Southbank  de Melbourne, Victoria, Australia. El rascacielos es el cuarto edificio más alto de Melbourne y el sexto edificio más alto de Australia.

## Historia

### Proyecto inicial
En 1984, el grupo Schiavello compró el solar sito en 35 Queensbridge Plaza en Southbank; siendo una de sus primeras adquisiciones de terrenos en Melbourne. En 2002, el grupo presentó formalmente los planes al Gobierno estatal de un rascacielos residencial de  225 metros de altura – en medio de las preocupaciones sobre el exceso de oferta de apartamentos residencial en el centro de la ciudad . Sin embargo, el proyecto de $US230 millones, denominado 'Prima on Southbank', habría sido uno de los edificios residenciales más altos en Melbourne, sólo superado por la cercana Eureka Tower (en construcción en ese entonces), pero considerablemente más alto que Freshwater Place, que también estaba siendo construido en 2002 adyacente al proyecto Prima. El rascacielos de 63 plantas fue diseñado por el arquitecto australiano, Ivan Rijavec, y el proyecto habría contado con 332 apartamentos residenciales.
La aprobación fue otorgada por el rascacielos en el año 2004, por la entonces Ministra de Planificación, Mary Delahunty; sin embargo, a condición de que su altura se redujera a 160 metros (525 pies), un movimiento apoyado por el Consejo de la Ciudad de Melbourne que recomendaba que los edificios en Southbank no superaran dicha altura. Schiavello desafió esta condición en el Tribunal Victoriano Civil y Administrativa , que confirmó la altura inicial del rascacielos sobre la base de que su diseño era "ejemplar". A pesar de la victoria, el proyecto nunca se llevó a cabo, y el desarrollador lo dejó en barbecho hasta el año 2009.

### Desarrollo posterior
El proyecto fue relanzado por Schiavello en 2010, esta vez con la colaboración del promotor PDG Corporation. Inicialmente, la propuesta presentada a la ministra de Planificación era de un rascacielos idéntico en altura al diseño anterior; sin embargo, el número de apartamentos en el edificio casi se duplicó a 616. Otras modificaciones incluyen: una reducción en el número de plazas de aparcamiento, y un incremento en el número de pisos en el edificio (de 63 a 66). Durante esta fase de planificación, los desarrolladores también estaban persiguiendo un aumento de la altura de los rascacielos, que más tarde se presentó y fue aprobado. De conformidad con los planes finales para el proyecto, el edificio consta de dos vestíbulos residenciales principales, 'Prima' contendrá la mitad de los apartamentos residenciales situados en la parte alta del edificio, mientras que 'Pearl' contendrá el resto de los apartamentos situados en la sección inferior del edificio. En general, el rascacielos alcanzaría una altura de 254 metros, con 72 plantas; con instalaciones como una piscina, y un sky–lounge en el piso 67 para los residentes.
Los trabajos preparatorios y la construcción del rascacielos de AUD$292 millones comenzó en marzo de 2012. En julio de 2014, Prima Pearl fue coronado y se completó a finales de ese año. Una vez terminado, se convirtió en el cuarto edificio más alto de Melbourne y el quinto edificio más alto de Australia. Que actualmente sigue siendo el cuarto más alto en Melbourne, y ha sido superado como el quinto más alto en Australia (ahora es el sexto).

## Galería

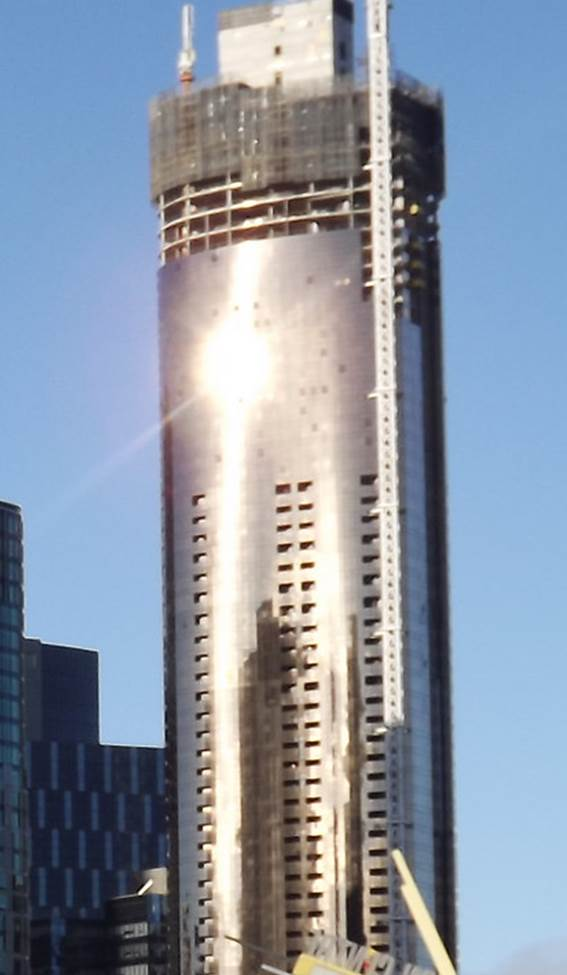
Prima Perla en construcción, a mediados de 2014
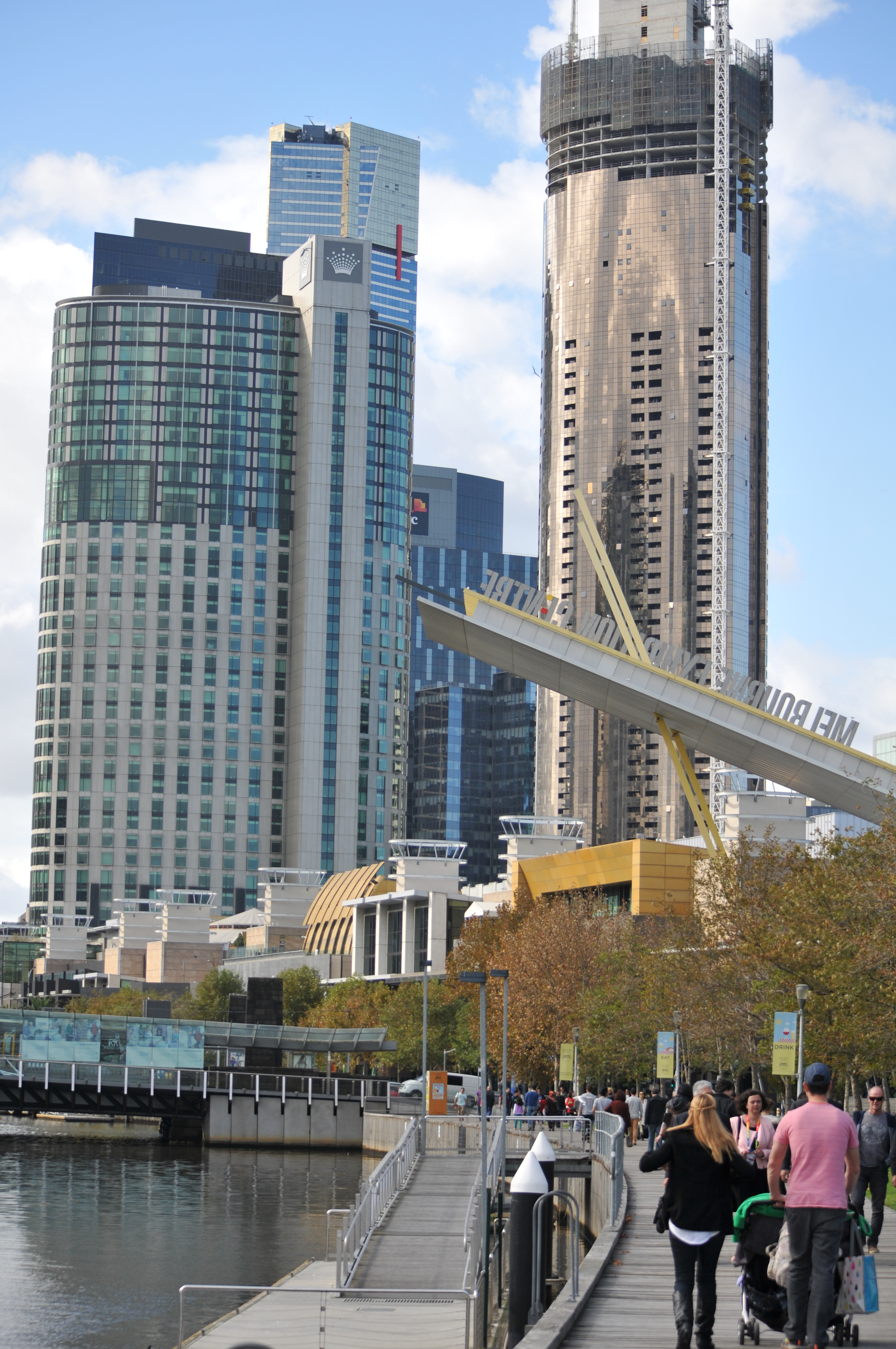
Prima Perla en construcción, a finales de 2014
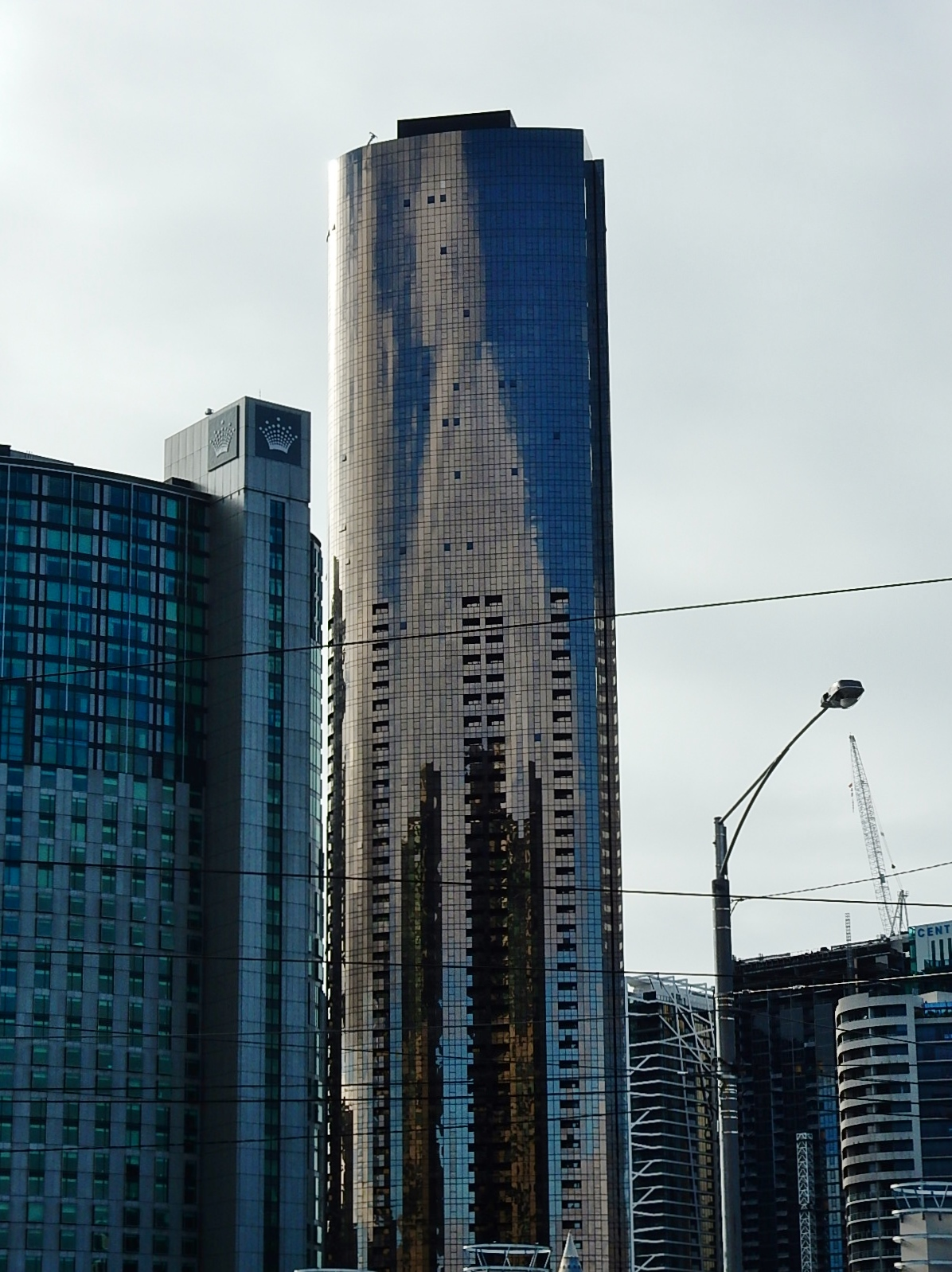
Abril de 2015
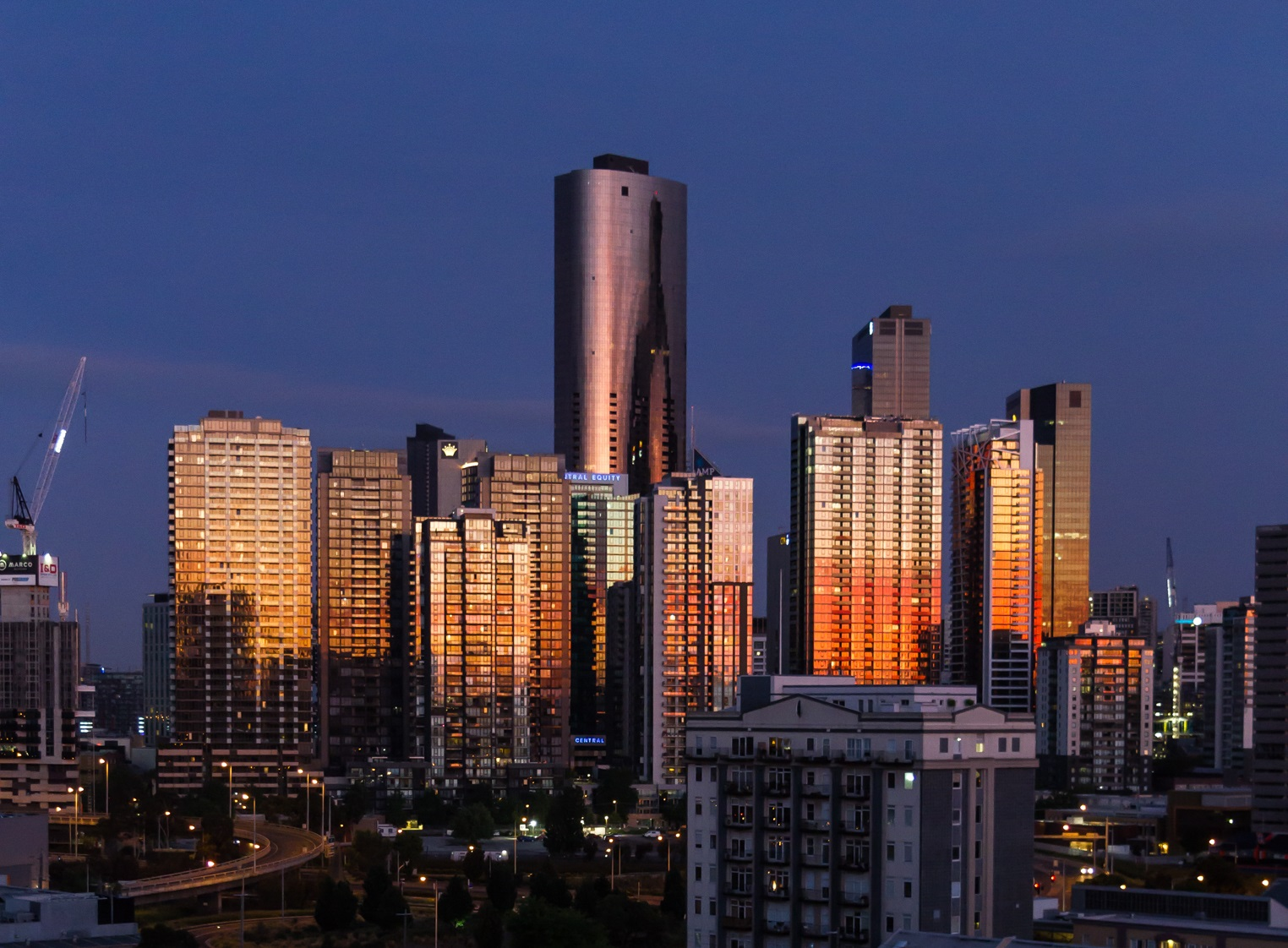
Noviembre de 2015